# 체코 U-18 축구 국가대표팀
체코 U-18 축구 국가대표팀(체코어: Česká fotbalová reprezentace do 18 letd)은 체코를 대표하는 18세 이하의 축구 국가대표팀으로, 체코의 축구 관리 기관인 체코 축구 협회의 관리를 받는다.

## 역대 감독
| 감독          | 임기        |
| ------------- | ----------- |
| 얀 수호파레크 | 2017 ~ 2018 |
| 얀 수호파레크 | 2019 ~ 2020 |